# Жак Розие
Жак Розие (на френски: Jacques Rozier) е френски режисьор.

## Биография
Той е роден на 10 ноември 1926 година в Париж. Завършва Института за висше образование по кинематография, след което режисира няколко късометражни филма. Първият му пълнометражен филм в киното, „Сбогом, Филипин“ („Adieu Philippine“, 1963), се превръща в един от емблематичните филми на Френската нова вълна.

## Избрана филмография
| година | филм           | оригинално заглавие | бележки |
| ------ | -------------- | ------------------- | ------- |
| 1963   | Сбогом Филипин | Adieu Philippine    |         |